# Weißer Turm (metro, Neurenberg)
Weißer Turm is een metrostation in de wijk Lorenz van de Duitse stad Neurenberg. Het station werd geopend op 28 januari 1978 en wordt bediend door lijn U1 van de metro van Neurenberg.